# Danuta Szymańska

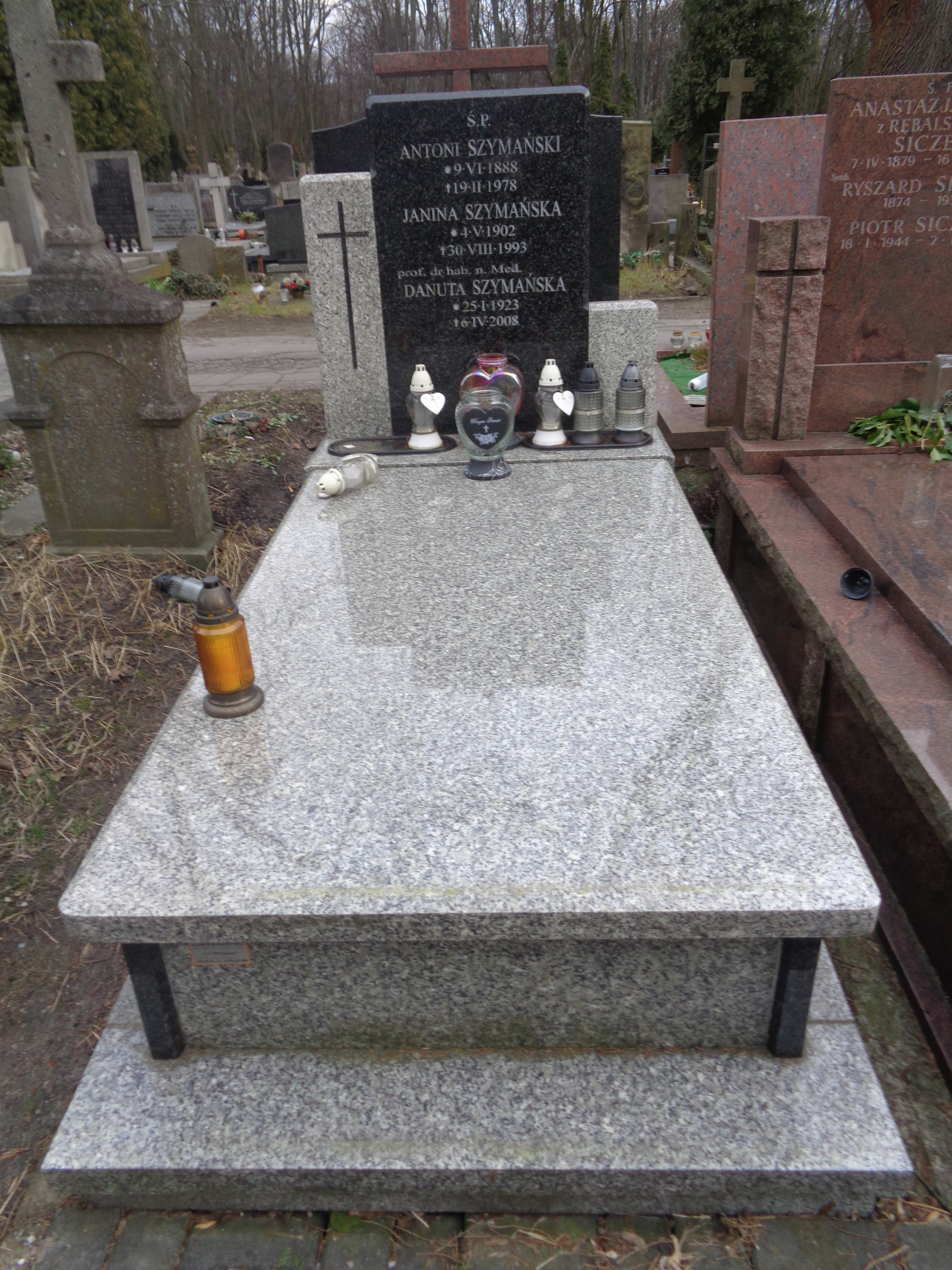
Nagrobek Danuty Szymańskiej na Cmentarzu Powązkowskim

Danuta Szymańska-Bajerska (ur. 25 stycznia 1923 w Warszawie, zm. 6 kwietnia 2008) – polska patomorfolog, profesor doktor habilitowany nauk medycznych, autorka i współautorka licznych prac naukowych opublikowanych w czasopismach krajowych i zagranicznych. Członek Polskiego Towarzystwa Ftyzjopneumonologicznego, Polskiego Towarzystwa Patomorfologów Polskich i Rady Naukowej Instytutu Gruźlicy i Chorób Płuc w Warszawie.

## Życiorys
Studia medyczne rozpoczęła podczas okupacji niemieckiej w 1941 r., w Prywatnej Szkole Zawodowej dla Pomocniczego Personelu Sanitarnego doc. Jana Zaorskiego przy ul Koszykowej 78 w Warszawie. W 1949 r., uzyskała dyplom lekarza na UW. 
W latach 1950–1958 pracowała w Zakładzie Patomorfologii AM w Warszawie, w latach 1953–1993 była związana z Zakładem Patomorfologii Instytutu Gruźlicy i Chorób Płuc w Warszawie, którego była kierownikiem. W 1972 roku uzyskała stopień doktora habilitowanego nauk medycznych na podstawie rozprawy pt. „Histopatomorfoza zmian gruźliczych w płucach i płuc w przebiegu przewlekłej gruźlicy leczonej lekami przeciwprątkowymi”. W 1979 otrzymała tytuł naukowy profesora nadzwyczajnego. Podczas pracy w instytucie prof. Szymańska przyczyniła się do stworzenia Szkoły diagnostyki patomorfologicznej chorób układu oddechowego, a także stworzyła współczesne zasady diagnostyki patomorfologicznej chorób śródmiąższowych płuc. W ramach swojej pracy naukowej podjęła się kontynuacji pracy prof. Stefanii Chodkowskiej nad patromorfologią zmian narządowych wywołanych zakażeniem prątka gruźlicy. Za swoją działalność naukową i dydaktyczną w 1973 roku została odznaczona Złotym Krzyżem Zasługi, w 1978 Krzyżem Kawalerskim Orderu Odrodzenia Polski.

## Publikacje
- „Patogeneza i patomorfologia gruźlicy” (Państwowy Zakład Wydawnictw Lekarskich, Warszawa, 1974 r.) wspólnie z Leonardem Deloffem